# Lijst van Plectreuridae
Deze pagina beschrijft alle soorten spinnen uit de familie der Plectreuridae.

## Kibramoa
Kibramoa Chamberlin, 1924
- Kibramoa guapa Gertsch, 1958
- Kibramoa hermani Chamberlin & Ivie, 1935
- Kibramoa isolata Gertsch, 1958
- Kibramoa madrona Gertsch, 1958
- Kibramoa paiuta Gertsch, 1958
- Kibramoa suprenans (Chamberlin, 1919)
  - Kibramoa suprenans pima Gertsch, 1958
- Kibramoa yuma Gertsch, 1958

## Plectreurys
Plectreurys Simon, 1893
- Plectreurys angela Gertsch, 1958
- Plectreurys ardea Gertsch, 1958
- Plectreurys arida Gertsch, 1958
- Plectreurys bicolor Banks, 1898
- Plectreurys castanea Simon, 1893
- Plectreurys ceralbona Chamberlin, 1924
- Plectreurys conifera Gertsch, 1958
- Plectreurys deserta Gertsch, 1958
- Plectreurys globosa Franganillo, 1931
- Plectreurys hatibonico Alayón, 2003
- Plectreurys misteca Gertsch, 1958
- Plectreurys mojavea Gertsch, 1958
- Plectreurys monterea Gertsch, 1958
- Plectreurys nahuana Gertsch, 1958
- Plectreurys oasa Gertsch, 1958
- Plectreurys paisana Gertsch, 1958
- Plectreurys schicki Gertsch, 1958
- Plectreurys tecate Gertsch, 1958
- Plectreurys tristis Simon, 1893
- Plectreurys valens Chamberlin, 1924
- Plectreurys vaquera Gertsch, 1958
- Plectreurys zacateca Gertsch, 1958